# Seututie 482
Pour les articles homonymes, voir Route 482.
La route régionale 482 (finnois : Seututie 482) est une route régionale allant de Tolosenmäki à Kitee jusqu'au village de Käsämä à Liperi en Finlande.

## Présentation
La route Kitee-Rääkkylä-Liperi permet de contourner Joensuu par le sud-ouest.  
La route est l'une des rares routes régionales avec un bac. 
A Arvinsalmi, la route croise la voie navigable profonde du lac Saimaa et la traversée du détroit Arvinsalmi est assuré par un bac.
Le bac d'Arvinsalmi a été achevé en 2011 au chantier naval de Teijo et transporté à Arvinsalmi par le canal de Saimaa.

## Galerie

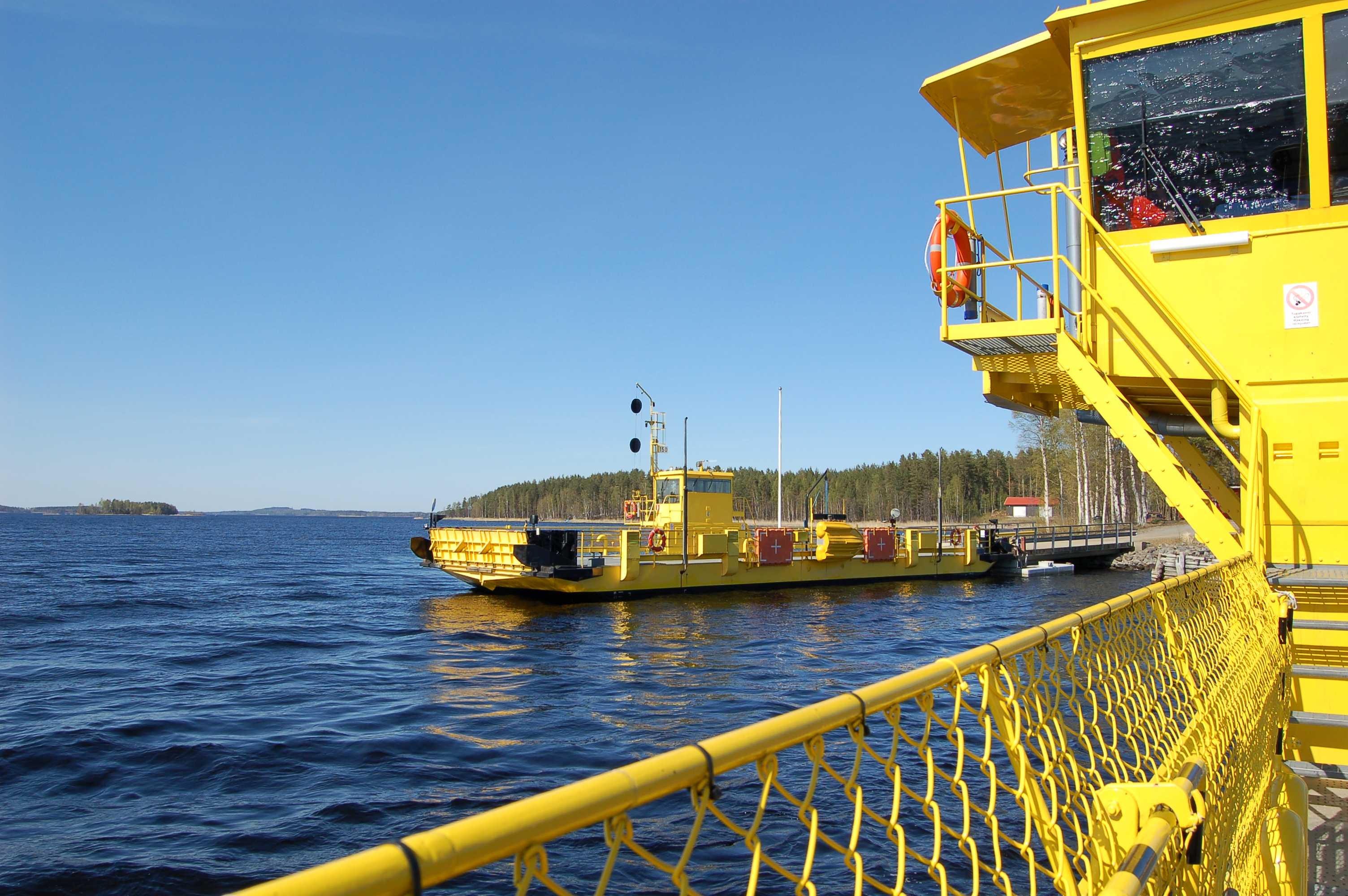
Le bac d'Arvinsalmi.
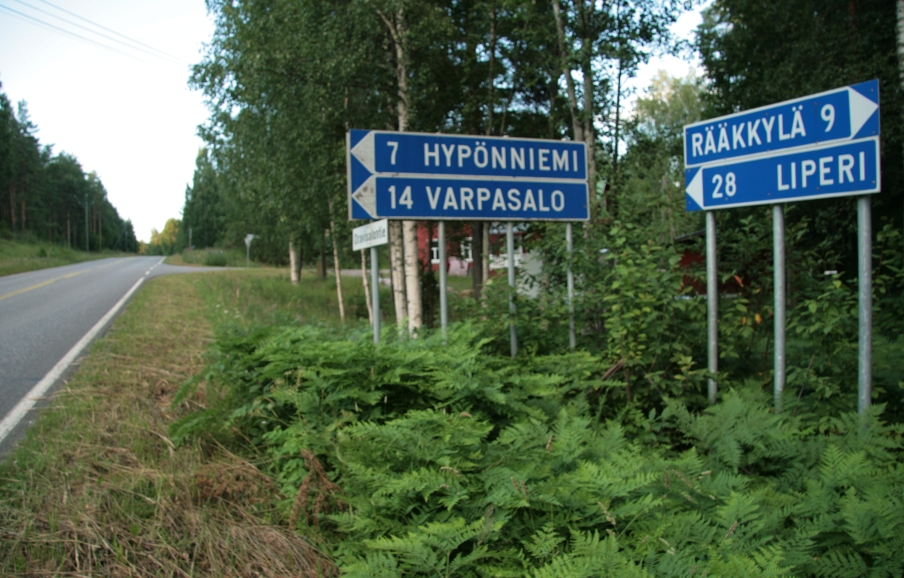
La Seututie 482 à Oravisalo.
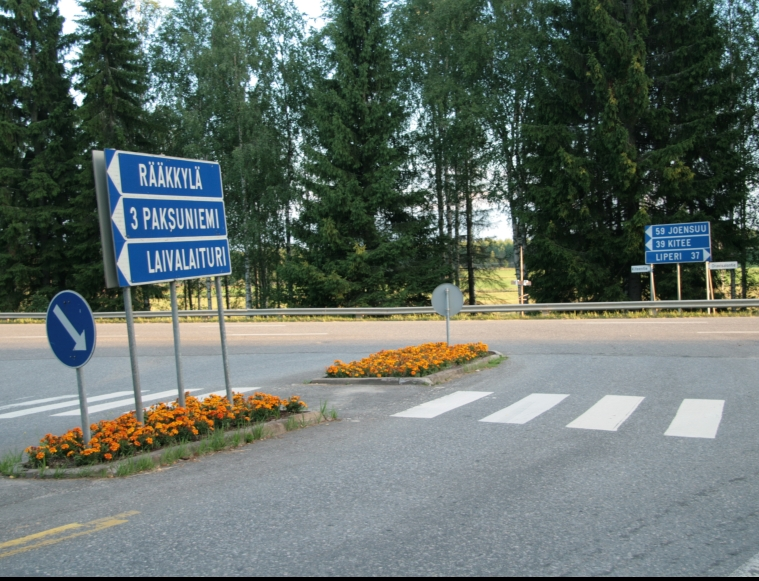
Le croisement du village central de Rääkkylä.
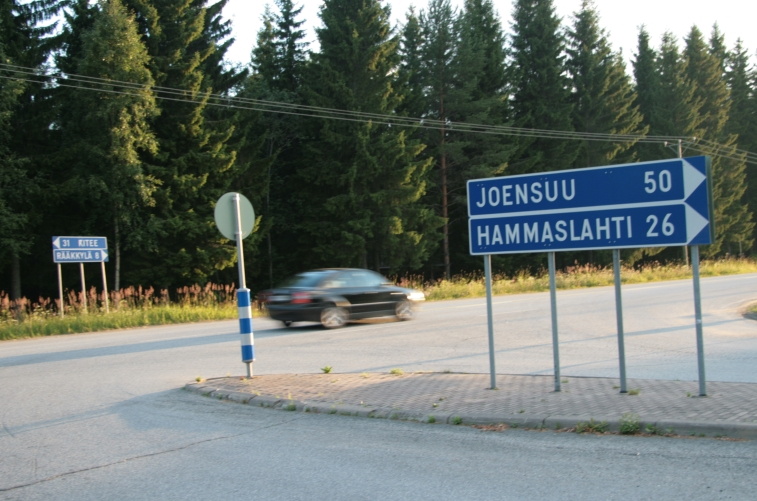
Croisement de la  à Rasivaara.